# CDP-acilglicerolo O-arachidonoiltransferasi
La CDP-acilglicerolo O-arachidonoiltransferasi è un enzima appartenente alla classe delle transferasi, che catalizza la seguente reazione:
arachidonoil-CoA + CDP-acilglicerolo ⇄ CoA + CDP-diacilglicerolo
L'enzima è altamente specifico sia per il donatore sia per l'accettore.